# マックス・スレーフォークト
マックス・スレーフォークト（Max Slevogt、1868年10月8日 - 1932年9月20日）は、ドイツの画家である。ロヴィス・コリント、マックス・リーバーマンと並んで、ドイツ印象派の代表的作家とされ、ドイツにおける外光派（Pleinairisme）の代表とされる。

## 略歴
バイエルン州のランツフートに生まれた。1885年から1889年の間、ミュンヘン美術院で学び、当時の美術院のスタイルであった暗い色調の絵を描いていたが、1889年にパリを訪れ、私立美術学校のアカデミー・ジュリアンに入学した。1896年にはドイツの風刺雑誌「ジンプリチシムス(Simplicissimus)」やミュンヘンの絵入雑誌「Jugend」に挿絵を描き、翌年ウィーンで、初めて個展を開いた。1890年代の終わりにはスレーフォークトの絵画の色調は明るいものになっていた。
1900年にはパリ万国博覧会のドイツ館のために作品を描き、1901年には、ベルリンにロヴィス・コリントとともに移り、旧来の芸術を批判し、伝統からの脱却・分離を標榜した「ベルリン分離派」のメンバーに加わった。
1914年にエジプトを旅し、多くの油絵や水彩画を描き、イタリアを旅して帰国した。ラインラント＝プファルツ州のラインスヴァイラーの古い館を購入しそこに住んだ。第一次世界大戦中は、戦場画家として、西部戦線に動員された。

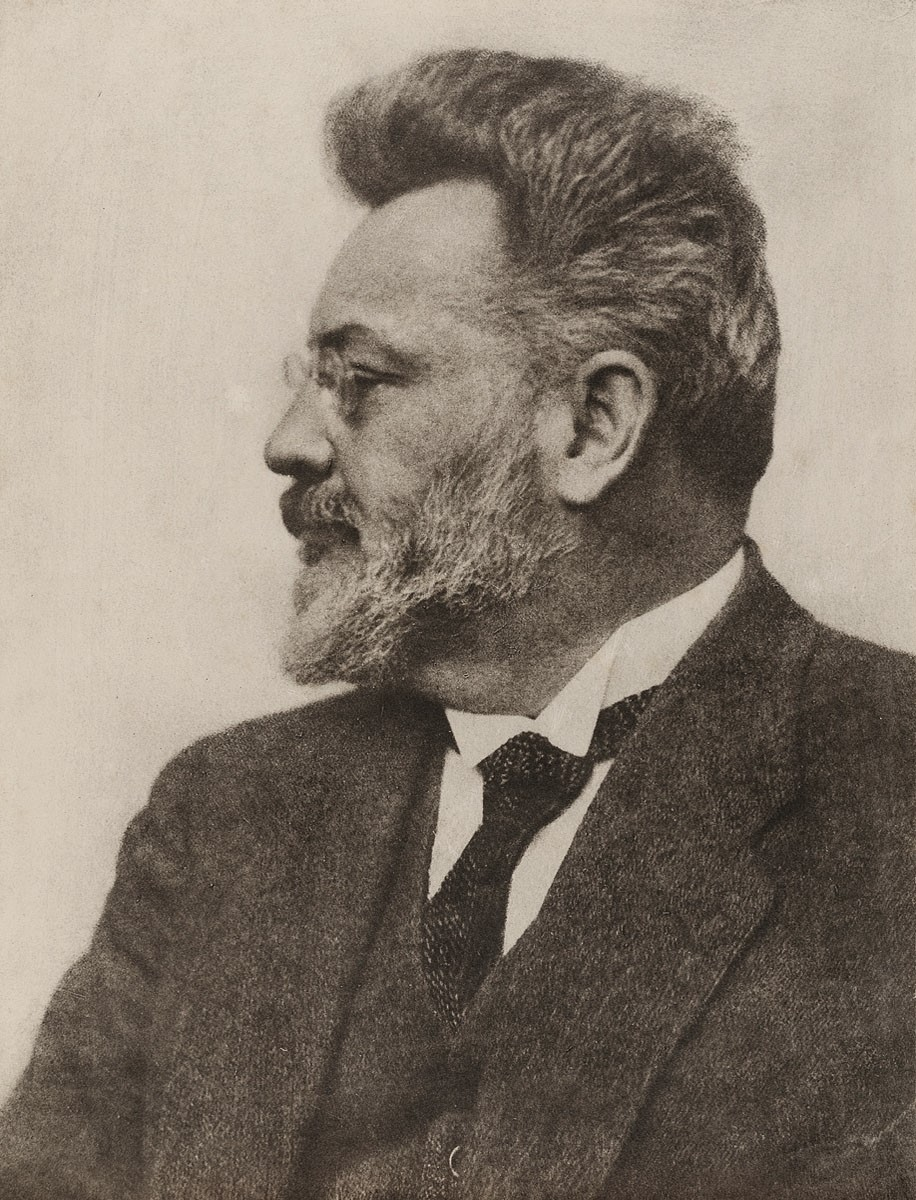
1925年

## 作品

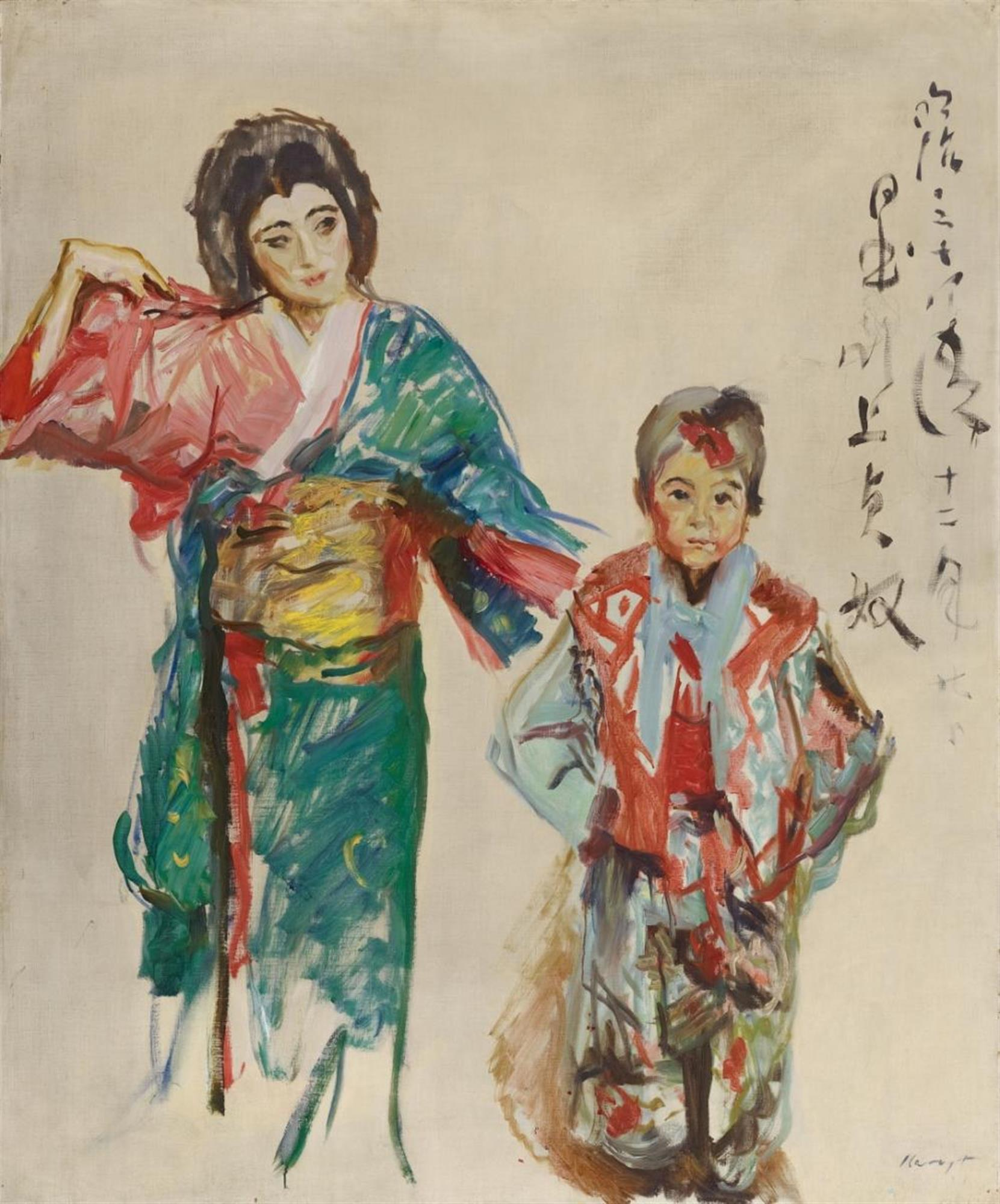
川上貞奴と息子の雷吉(1901)
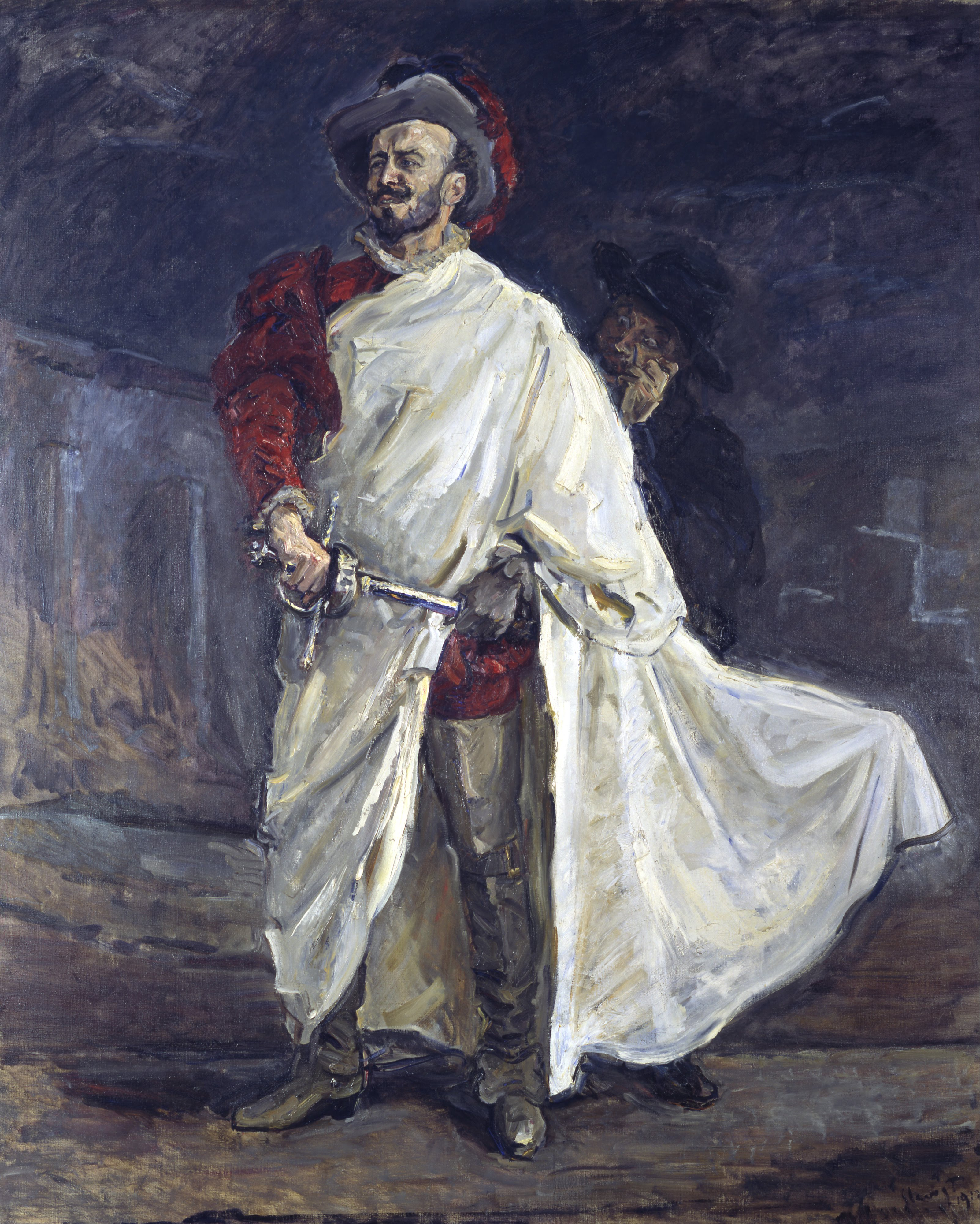
オペラ「ドン・ジョヴァンニ」(1912)
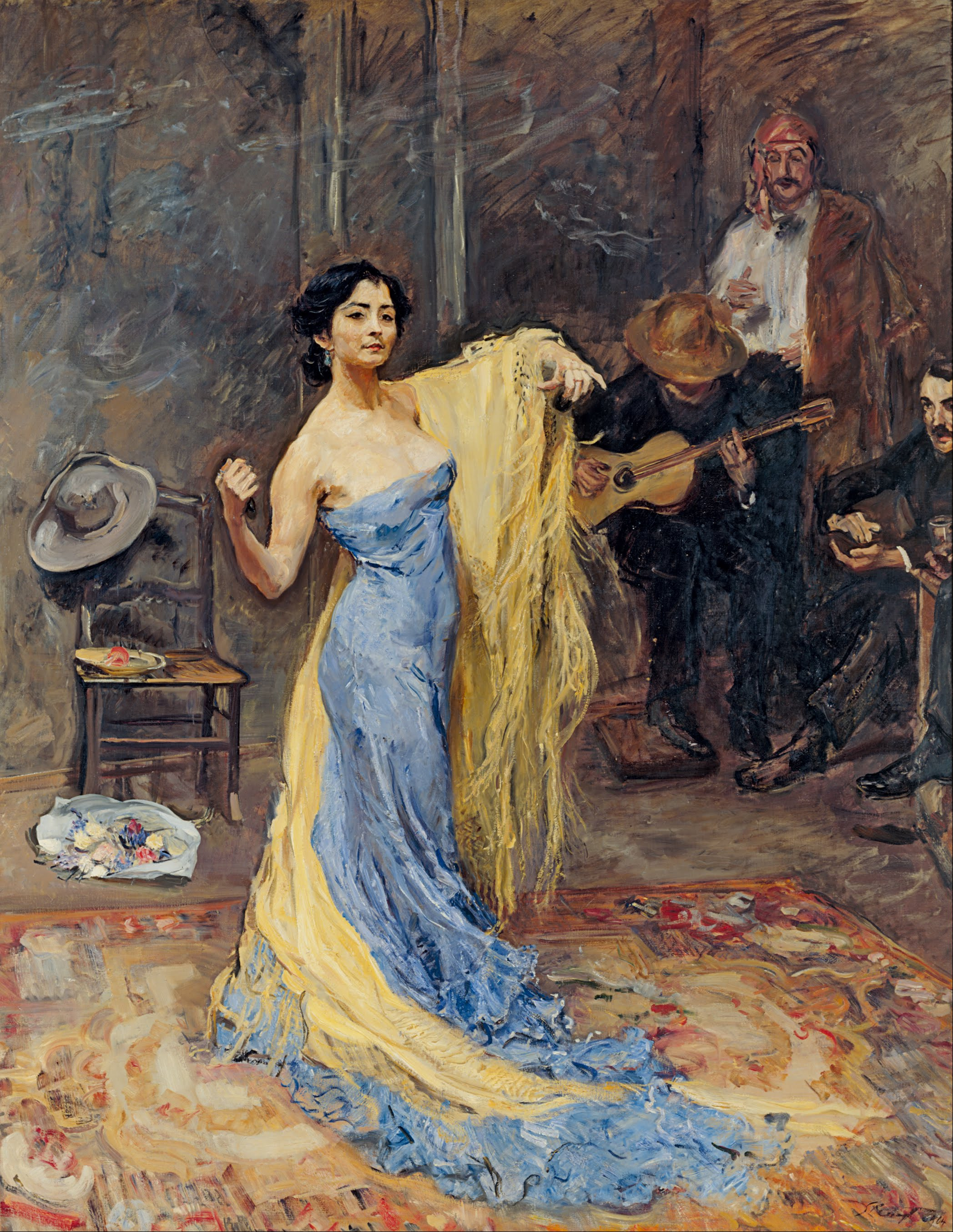
ダンサー アンナ・パヴロワ
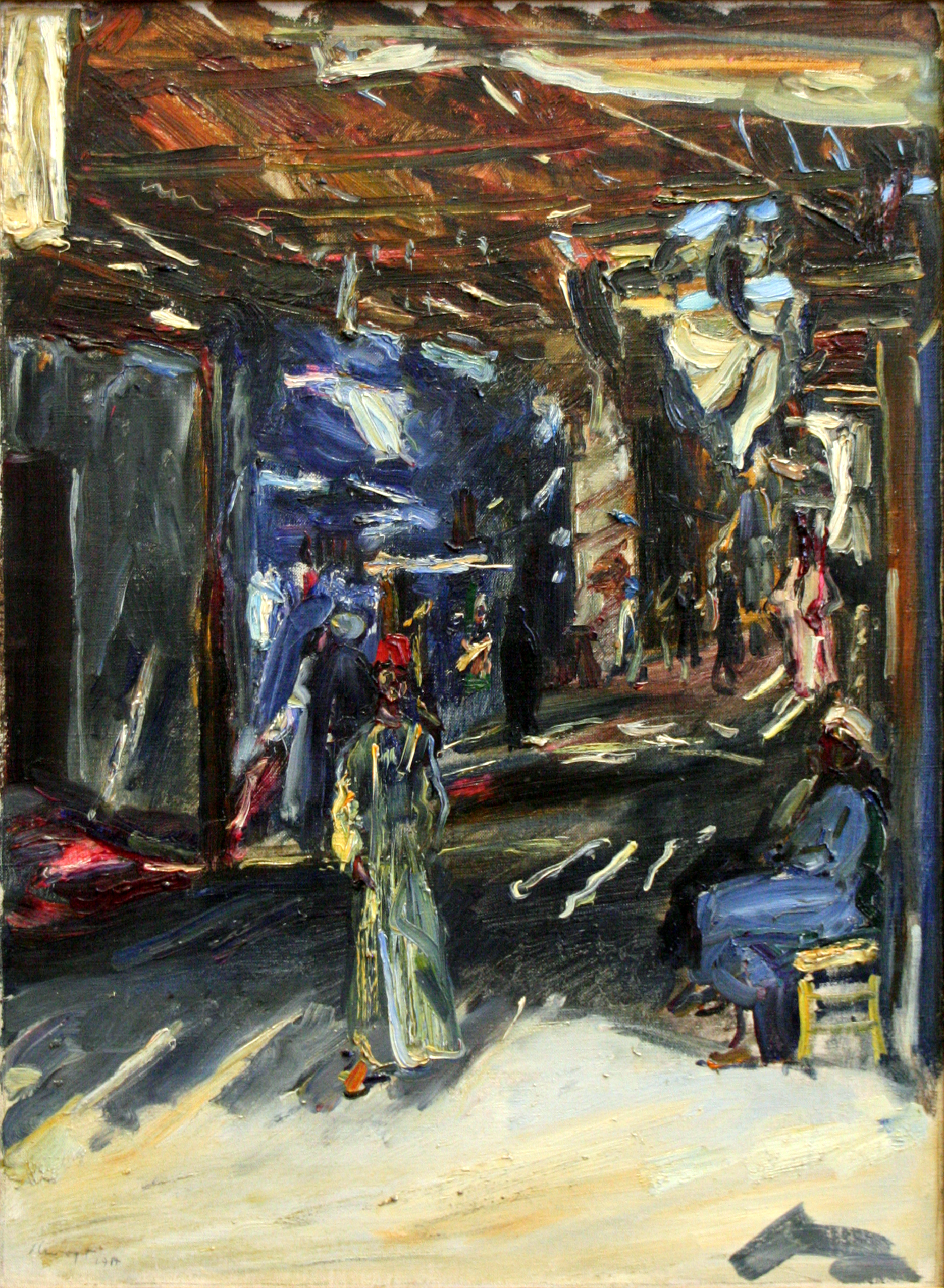
アスワンの市場 (1914)

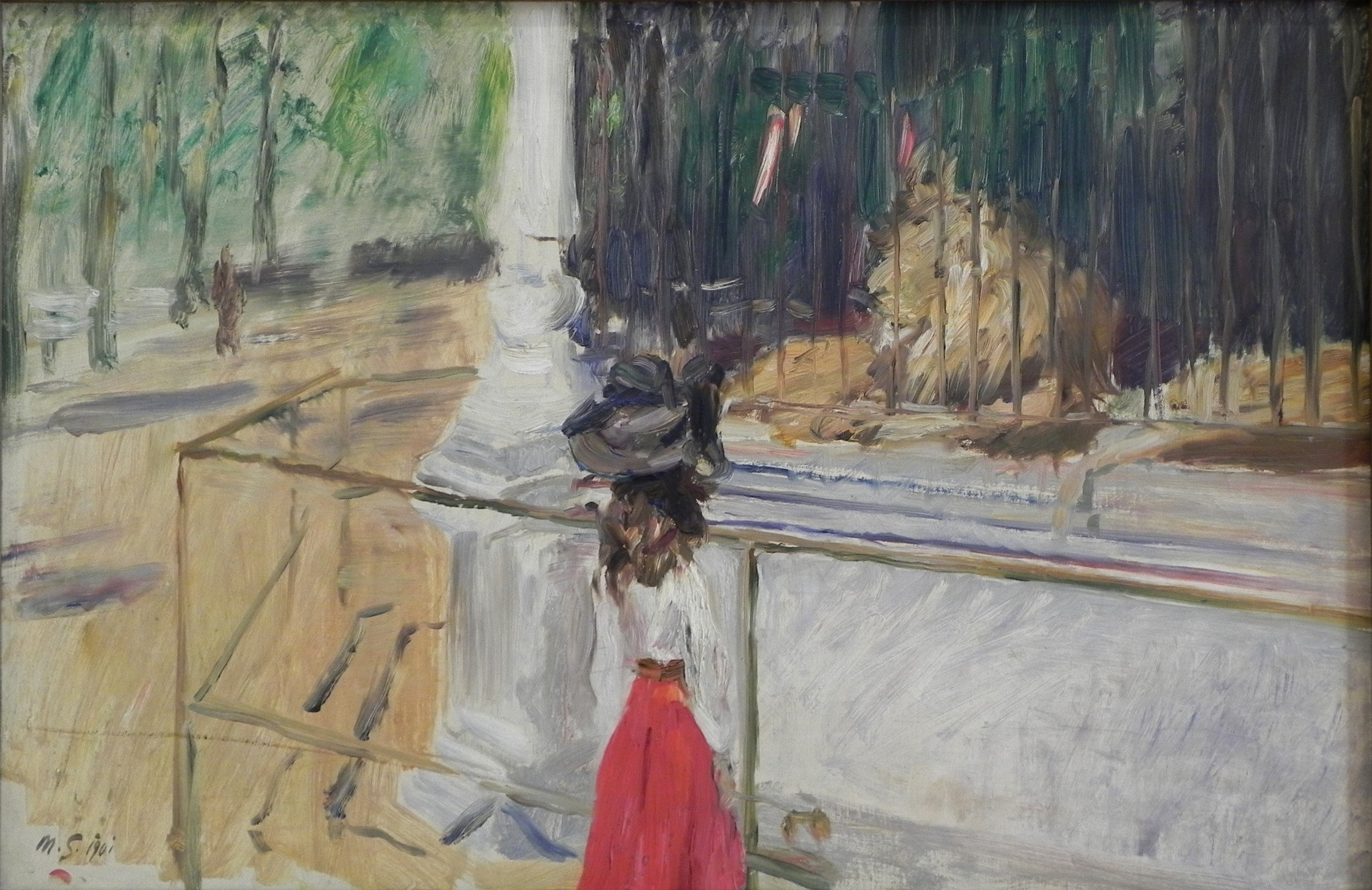
ライオンの檻の前の少女(1901)
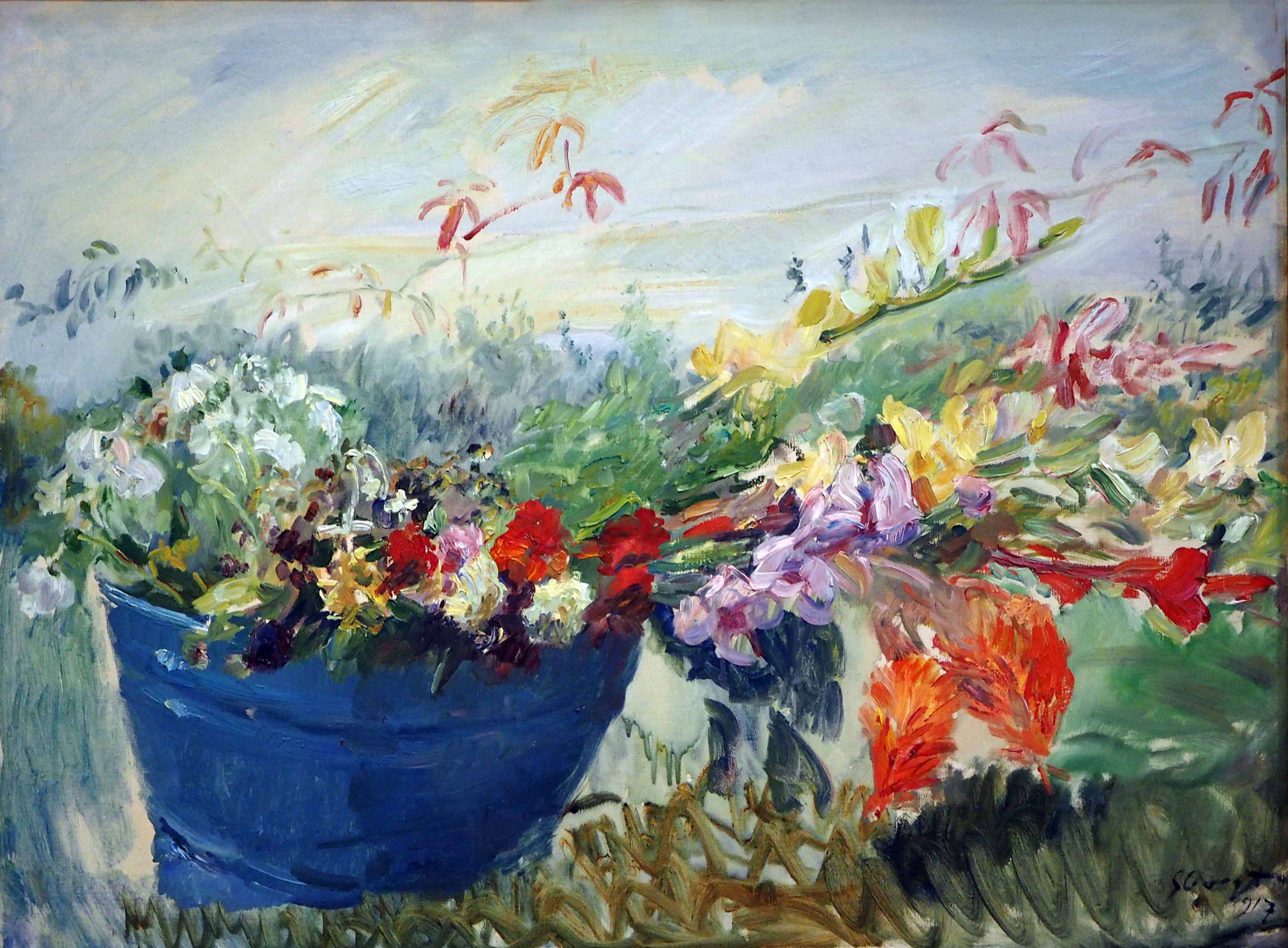
(1917)
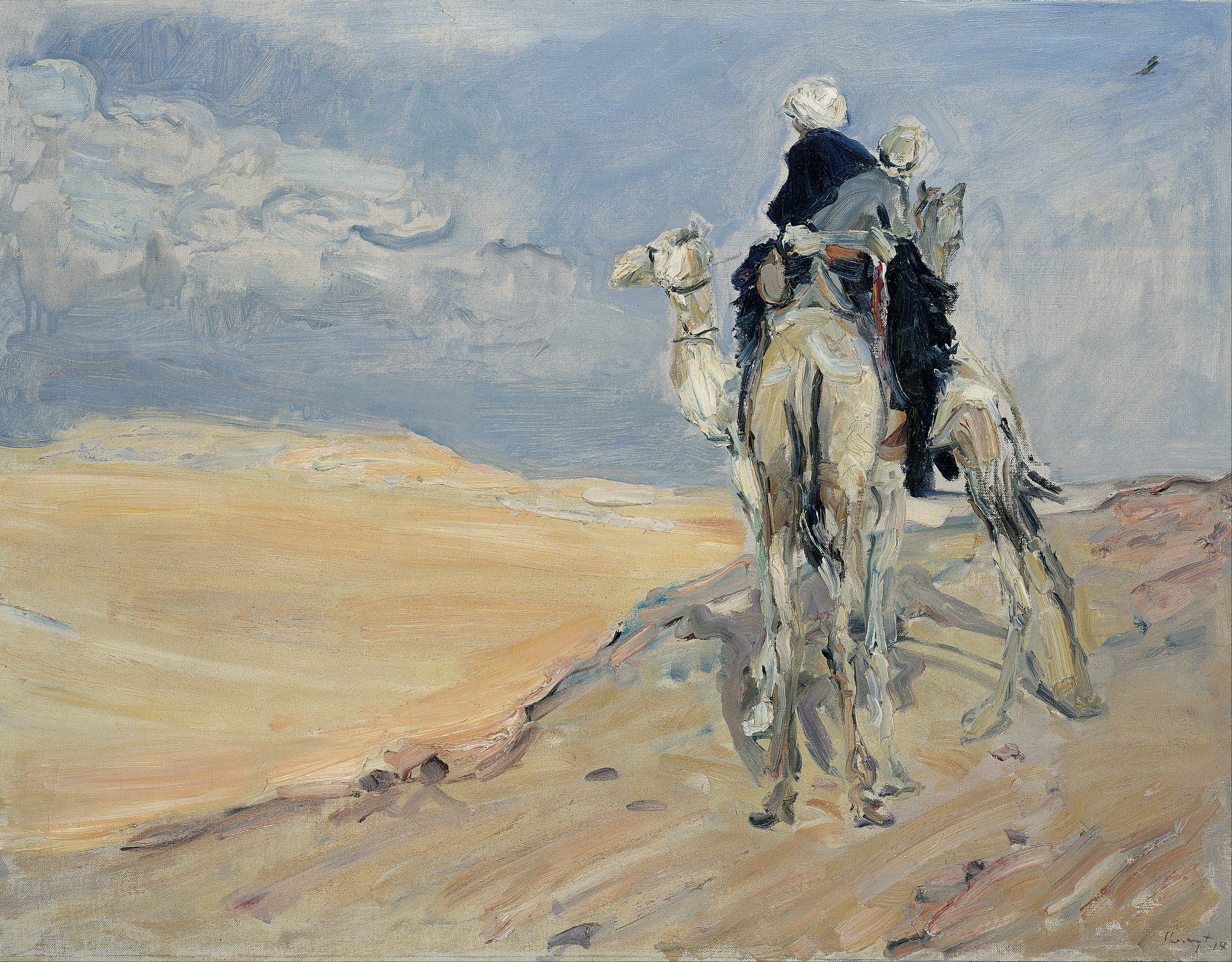
リビヤ砂漠の砂嵐